# Pietro Romanelli

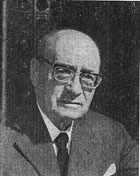
Pietro Romanelli (1889–1981)

Pietro Romanelli (geboren am 20. Dezember 1889 in Rom; gestorben am 3. August 1981 ebenda)  war ein italienischer Klassischer Archäologe.
Romanelli begann seine archäologischen Forschungen 1913 in Anatolien. 1914/15 war er Referent (Inspektor) der Altertumsverwaltung (Soprintendenza ai monumenti e scavi) in Tripolitanien, die er von 1919 bis 1923 leitete. Während dieser Zeit begann er die Ausgrabungen in Leptis Magna. Im Jahr 1924 habilitierte er sich für „Archäologie des römischen Afrika“ und lehrte dieses Wissenschaftsgebiet ohne Unterbrechung bis 1960 an der Universität La Sapienza in Rom. Romanelli wurde 1927 Kommissar des Museo Provinciale Sigismondo Castromediano in Lecce, dessen Vasen er im Rahmen des Corpus Vasorum Antiquorum veröffentlichte. Von 1930 bis 1938 leitete er die Ausgrabungen in Tarquinia. Im Jahr 1938 wechselte er als Inspektor für Archäologie ins Kultusministerium. In dieser Funktion war er während des Zweiten Weltkriegs mit dem Schutz der antiken Monumente und Antikensammlungen Italiens beschäftigt.
Nach dem Krieg war Romanelli Soprintendente für Ostia Antica von 1946 bis 1952 sowie für Forum Romanum und Palatin (die Soprintendenza archeologica di Roma IV) von 1946 bis zu seiner Pensionierung 1960. Auf dem Palatin wurden unter seiner Leitung die eisenzeitlichen Hütten als frühe Siedlungsspuren Roms ausgegraben. Neben diesen Tätigkeiten und seinem ungeheuer fruchtbaren und umfangreichen Wirken als Dozent war Romanelli der Spiritus rector für zahlreiche wissenschaftliche Publikationsreihen: die Scavi di Ostia, die Monumenti della Pittura Antica in Italia, das Corpus del Mosaico in Italia, die Carta Archeologica, die Quaderni di Archeologia della Libia und die Monografie di Archeologia Libica sowie das Bollettino dell’Associazione Archeologica Romana. Darüber hinaus regte er die populärwissenschaftlichen Reihen des Istituto Nazionale di Studi Romani an. Neben seiner umfangreichen, mehrere hundert Titel umfassenden wissenschaftlichen Publikationstätigkeit war Romanelli Redakteur der Enciclopedia Italiana. 
Romanelli war Mitglied zahlreicher wissenschaftlicher Institutionen und Akademien. So wurde er 1950 Mitglied der Accademia Nazionale dei Lincei und war von 1957 bis 1966 Präsident der Pontificia Accademia Romana di Archeologia. Außerdem gehörte er der Accademia Etrusca di Cortona, der Associazione Internazionale di Archeologia Classica und dem Istituto Nazionale di Studi Romani an, das er von 1960 bis 1980 auch leitete. Von 1959 bis 1964 war er zudem Präsident der Fédération Internationale des Associations d’Études Classiques. Seiner Initiative, der selbst begeisterter Neulateiner war, verdankt die Academia Latinitati Fovendae ihre 1967 erfolgte Gründung. Zu den Zielen der Akademie gehört unter anderem die Förderung von Autoren und Dichtern neulateinischer Sprache sowie die Erstellung eines neulateinischen Wörterbuches, das den gewandelten Wortschatz des modernen Sprachgebrauchs reflektiert und berücksichtigt.

## Schriften (Auswahl)
Ein umfassendes Verzeichnis der Schriften Pietro Romanellis findet sich in seinem Buch In Africa e a Roma. Scripta minora selecta. Rom 1981, S. XI–XXVI.
- Leptis Magna. Società editrice d’arte illustrata, Rom 1925.
- Corpus Vasorum Antiquorum. Italia, Fasc. 4: Lecce, Museo provinciale Castromediano. Fasc. 1. Bestetti e Tumminelli, Mailand/Rom 1928.
- Corpus Vasorum Antiquorum. Italia, Fasc. 6: Lecce, Museo provinciale Castromediano. Fasc. 2. Bestetti e Tumminelli, Mailand/Rom 1930.
- La Cirenaica romana. A. Airoldi, Verbania 1943.
- Storia delle provincie romane dell’Africa. „L’Erma“ di Bretschneider, Rom 1959.
- In Africa e a Roma. Scripta minora selecta. Bretschneider, Rom 1981.